# Le Chant de Hiawatha
Pour les articles homonymes, voir Hiawatha.

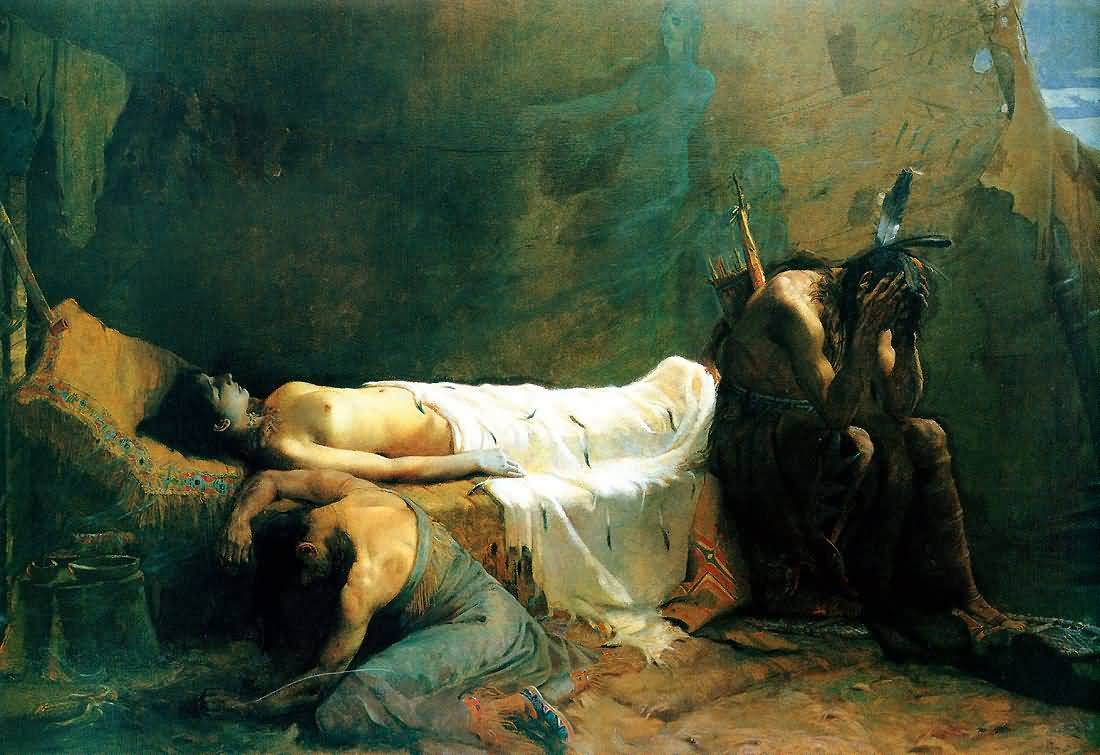
La Mort de Minnehaha, toile de 1892 par William de Leftwich Dodge.

Le Chant de Hiawatha (titre original : The Song of Hiawatha) est un poème épique en vers libres de Henry Wadsworth Longfellow, et est symbolique de la littérature américaine d'inspiration autochtone du XIXe siècle. Le poème, qui évoque la vie d'un autochtone du nom de Hiawatha, puise ses références dans les légendes et les histoires des peuples autochtones d'Amérique du Nord, particulièrement celles des Ojibwés du Michigan du Nord, du Wisconsin, et du Minnesota, réunies dans l'ouvrage Algic Researches and History, Condition and Prospects of the Indian Tribes of the United States de l'historien américain Henry Rowe Schoolcraft, explorateur pionnier et ethnographe. Il était de 1836 à 1841 responsable des affaires indiennes pour le Michigan. 
Henry Longfellow a commencé l'écriture du poème le 25 juin 1854, l'a terminé le 29 mars 1855, et le poème fut publié le 10 novembre de la même année. Dès que le poème fut sorti, il devint très vite un succès auprès du public.
Ce poème a, plus ou moins, inspiré les deuxième et troisième mouvements de la Symphonie du Nouveau Monde d'Antonín Dvořák. Dans un article publié le 15 décembre 1893 dans le New York Herald Tribune, Antonín Dvořák  indique qu'il considère le deuxième mouvement comme « une étude pour une future œuvre, soit une cantate ou un opéra... qui sera basée sur The Song of Hiawatha de Longfellow » (bien qu'il n'écrivit jamais cette œuvre). Il précise également que le troisième mouvement scherzo est « inspiré d'une scène de fête dans Hiawatha pendant laquelle les Indiens dansent ».
Le poème a été mis en musique par Samuel Coleridge-Taylor dans un cycle musical composé entre 1898 et 1900, comportant une ouverture et trois cantates : Hiawatha's Wedding Feast (La Fête de Mariage de Hiawatha), The Death of Minnehaha (La Mort de Minnehaha), Hiawatha's Departure (Le Départ de Hiawatha).
De larges extraits de ce poème sont chantés dans la deuxième partie de l'album Incantations de Mike Oldfield. Le final (Hiawatha's Departure) est d'abord chanté, avec quelques modifications dans le texte, suivi d'un extrait plus court de la partie XII (The Son of the Evening Star).
Le poème a été adapté au cinéma en 1909 par William V. Ranous.